# Distretto di Sirmaur
Il distretto di Sirmaur è un distretto dell'Himachal Pradesh, in India, di 458 351 abitanti. Il suo capoluogo è Nahan.